# ژردی فرادس
ژُردی فرادس (کاتالونیایی: Jordi Frades؛ زادهٔ ۱۰ نوامبر ۱۹۶۱) کارگردان فیلم و کارگردان تلویزیونی اهل اسپانیا است.
از فیلم‌ها یا مجموعه‌های تلویزیونی که وی در آن‌ها نقش داشته است، می‌توان به بانو، کلیسای بزرگ دریا، وارثان زمین، ۱۴ آوریل، جمهوری، ایزابل و تاج شکسته اشاره نمود.